# Димитриос Сакелариос
Димитриос Сакелариос (на гръцки: Δημήτριος Σακελλάριος) e гръцки дипломат, общественик и просветител, деец на Гръцкото просвещение от края на XVIII и началото на XIX век.

## Биография
Роден е в западномакедонския град Костур, тогава в Османската империя. В 1818 година в Будапеща със собствени средства и под своя редакция издава „Големият буквар“ (Το Μέγα Αλφαβητάριον). Става консул в Букурещ - в 1836 година според сведения от Константинос Белиос и от историка Ендре Хорват. Сакелариос изиграва решаваща роля в завръщането на един от основателите на Филики Етерия Емануил Ксантос на родна земя по време на управлението на Ото I Гръцки.